# Opheodrys
Az Opheodrys a hüllők (Reptilia) osztályának pikkelyes hüllők (Squamata) rendjébe és a siklófélék (Colubridae) családjában tartozó nem.

## Rendszerezés
A nembe az alábbi 2 faj tartozik:
- zöld fűsikló vagy érdes fűsikló (Opheodrys aestivus)
- sima zöldsikló (Opheodrys vernalis)